# JDeveloper
JDeveloperは、オラクルが開発する統合開発環境 (IDE)。元々JBuilderのソースコードから派生したJava用のIDEであったが、バージョン9.0.2以降で、それ自身をJavaで完全に記述しなおすことにより完全なオリジナルIDEとして生まれ変わっている。

## JDeveloperの機能
JDeveloperの主な機能は以下のとおり。

### プラグイン
機能統合環境にプラグインとしてさまざまな機能を組み込むことができる。

### デバッグ・ステップ実行
グラフィカルデバッガによってローカル・リモート・分散デバッグが可能。

### CVS
バージョン管理システムCVSをつかってソースコード管理を行うことができる。

### JUnit連携
JUnitテストコードの生成、テスト実行を行うことができる。

### Antプラグイン
ビルドシステムantと連携できる。antはUnix系のコマンドmakeを置き換えるプログラムで、Makefileに相当する各ソースコードの依存関係をXMLにより記述する。antはJavaにより書かれており、Webサーバで知られる Apacheプロジェクトによって開発されている。

### リファクタリング
リファクタリングについては、getter/setterメソッドの自動生成や、クラス名・メソッド名の変更(使用しているコード側のクラス名・メソッド名も変更される)、メソッドの移動や抽出などをウィザード形式で行ってくれる。

### コード編集支援
メソッド名の保管や、import文の整理・自動生成、
必要なthrows節の自動追加、必要なメソッドスケルトンの自動生成などさまざまな編集支援機能を持つ。

### フルJakarta EEエンジン内蔵
サーブレット・JSPコンテナ、EJBコンテナとなりうるテスト用Jakarta EEエンジンを内蔵。JDeveloperだけでフルのJakarta EE開発・実行・テストが可能。

### UML対応
クラス図・アクティビティ図のダイアグラムが標準で用意されている。コードとモデルは完全同期する。

## データアクセス・フレームワーク
データベースとのデータのやり取り、そのデータの転送、セッション管理などの一通りのデータアクセスに関する機能をJakarta EEデザイン・パターンを実装して提供している。このフレームワークを利用すれば、何も考えなくてもそれなりのJakarta EEデータアクセス・アプリケーションを実現できる。

## 他の統合環境との比較
Jakarta EE用のIDEという点では、基本機能はどの統合環境もほぼ同等。JDeveloperは以下の点で他にはない特徴を持つ。
- フルJakarta EEエンジン内蔵
- フレームワーク・ベースでの開発が可能
- SQL対応度が高い